# نیوکاسل (نبراسکا)
نیوکاسل(به انگلیسی: Newcastle) شهری در ایالت نبراسکا کشور ایالات متحده آمریکا است که جمعیت آن در سرشماری سال ۲۰۱۰ میلادی، ۳۲۵ نفر بوده‌است.